# 세 대의 피아노를 위한 협주곡 7번 (모차르트)
《세 대의 피아노를 위한 협주곡 7번 F 장조 “로드론”》(K. 242)은 볼프강 아마데우스 모차르트가 1776년에 잘츠부르크에서 작곡한 피아노 협주곡이다. 그는 그 해 2월에 이 작품을 완성했는데, 1780년에
자신과 또 다른 한 명의 피아노 연주가를 위해 두 대의 피아노로 연주할 수 있도록 편곡을 했으며, 현재에도 두 대의 피아노로 연주되는 경우가 종종 있다. 이 작품의 “로드론”(Lodron)이라는 별명은 모차르트가 그의 후원자였던 마리아 안토니아 로드론 백작 부인과 그녀의 딸들을 위해 작곡했던 사실로부터 유래한다.
다음과 같은 세 악장으로 구성되어 있다.
1. Allegro
2. Adagio
3. Rondo : Tempo di Minuetto

“Mozart and his Piano Concertos”(오클라호마 대학교 출반부)의 저자 거들스톤은 두 번째 악장의 주제 중의 하나는 나중에 더 발전된 형식으로 모차르트의 후기 협주곡-특히 25번 협주곡(K.503)-에 등장하는 것들과 비슷하다고 이야기한다.

## 참고 문헌
- 커스버트 모튼 거들스톤, “Mozart and his Piano Concertos.” 2판. 1952년: 노먼, 오클라호마 대학교 출판부. 도버 출판사 재발행, 1964년, ISBN 0-486-21271-8.